# Cikoneng (Ganeas)
Cikoneng is een bestuurslaag in het regentschap Sumedang van de provincie West-Java, Indonesië. Cikoneng telt 5400 inwoners (volkstelling 2010).